# 캣 딜리
캣 딜리(Cat Deeley, 1976년 10월 23일 ~ )는 잉글랜드의 사회자, 배우, 모델, 가수이다.